# Charlot y la sonámbula
Charlot y la sonámbula (titulada originalmente Caught in the Rain) es una película de cine estadounidense  estrenada el 4 de mayo de 1914 con la dirección y actuación de Charles Chaplin.  

## Sinopsis
Aprovechando la ausencia momentánea del esposo, Charlot coquetea con una dama en un banco del parque. Cuando el mismo regresa increpa a Charlot y le hace una escena a su mujer. En el hotel, donde la discusión continúa, Charlot se equivoca de puerta, reencuentra a la pareja y se hace expulsar violentamente. Charlot se acuesta en una habitación vecina pero la mujer, que es sonámbula, se le aparece y Charlot la devuelve a su habitación provocando un alboroto con el esposo y con todo el hotel. Refugiado en la parte exterior de una ventana, bajo la lluvia, es rescatado por la policía. En la batahola final Charlot trata de escapar pero la sonámbula vuelve a caer en sus brazos.

## Reparto
- Charles Chaplin - El galán
- Mack Swain - Esposo
- Alice Davenport - Esposa
- Alice Howell - Huésped del hotel

## Crítica
Esta primera película escrita y dirigida únicamente por Chaplín es una farsa al estilo de Mack Sennett, con mucha acción y numerosos personajes. La acción desarrollada en dos acciones paralelas (Charlot y la pareja) es conducida con habilidad. El héroe es audaz, agresivo, incorregible. La mejor escena es la subida por la escalera, que da lugar a una serie de resbalones y golpes en cadena.